# Gino Paoli

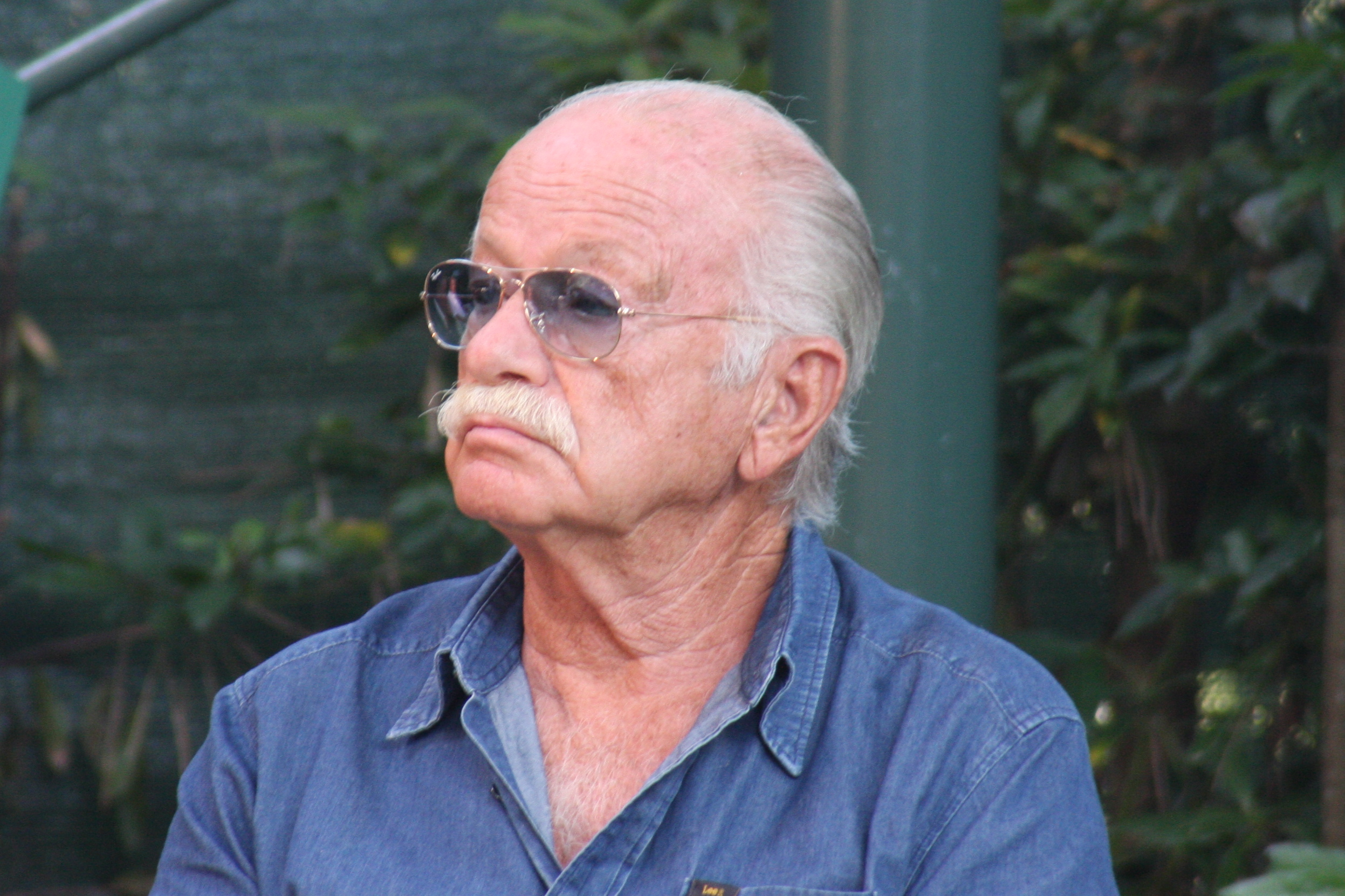
Gino Paoli 2010

Gino Paoli (* 23. September 1934 in Monfalcone, Provinz Gorizia) ist ein italienischer Cantautore (Liederdichter) und ehemaliger Politiker.
Neben eigenen Erfolgen schrieb Paoli im Lauf seiner Karriere zahlreiche Songs, die von anderen Interpreten gesungen wurden, etwa für Claudio Villa, Ornella Vanoni, Luigi Tenco, Gianni Morandi, Patty Pravo, Franco Battiato oder auch Marco Masini. Er gilt als Wegbereiter von Lucio Dalla, den er 1964 kennenlernte und förderte, aber auch von Francesco De Gregori und Francesco Guccini.

## Karriere

### Musik
Geboren in Monfalcone zog er nur wenige Monate nach seiner Geburt nach Genua. Seine Leidenschaft zur Musik hat Paoli von seiner Mutter, die Pianistin war. In Genua tat er sich mit anderen Musikern wie Luigi Tenco, Bruno Lauzi und Fabrizio de Andre zusammen. Diese Gruppe von Liedermachern, die zur sogenannten „Genueser Schule“ (Scuola di Genova) gerechnet wurden, leiteten die Mode der italienischen Autorenlieder ein und können somit als Wegbereiter der Musikproduktion in Italien bezeichnet werden. Später arbeitete Paoli mit zahlreichen italienischen Musikern zusammen.
Zwischen 1959 und 1960 nahm er bei Dischi Ricordi erste Lieder auf: Il cielo in una stanza, das später von Mina bekannt gemacht wurde, und La gatta sowie Sassi, die große Verkaufserfolge wurden. Beim Sanremo-Festival 1961 präsentierte er mit Tony Dallara das Lied Un uomo vivo, weitere Erfolgstitel waren Gli innamorati sono sempre soli, Senza fine und Un perfetto delitto d’amor. Eines von Paolis auch international bekanntesten Liedern wurde Sapore di sale (1963), das er gemeinsam mit dem Orchester von Ennio Morricone (mit Gato Barbieri am Saxophon) aufnahm und das die Spitze der italienischen Singlecharts erreichte. Für Ornella Vanoni schrieb er in diesen Jahren auch das bekannte Senza fine.
Nach diesen frühen Erfolgen verschwand Paoli, abgesehen von zwei Sanremo-Teilnahmen (1964 mit Ieri ho incontrato mia madre, zusammen mit Antonio Prieto; 1966 mit La carta vincente, zusammen mit Ricardo) aus dem Rampenlicht. Anfang der 1970er-Jahre meldete er sich mit dem Album Le due facce dell’amore zurück und erhielt auch vermehrt Zuspruch vonseiten der Kritiker. 1974 wurde er mit dem Tenco-Preis ausgezeichnet. In den 80er-Jahren gelangen ihm auch mit einigen Singles wieder Erfolge, etwa Ti lascio una canzone (1981), Averti addosso (1984), das mit einer Targa Tenco als bestes Lied ausgezeichnet wurde, oder Una lunga storia d’amore (entstanden für den Film Una donna allo specchio von 1984). Nach einer gemeinsamen Tournee mit Ornella Vanoni erschien 1985 ein erfolgreiches Livealbum, 1986 schrieb Paoli zusammen mit Zucchero die beiden Songs Come il sole all’improvviso und Con le mani.

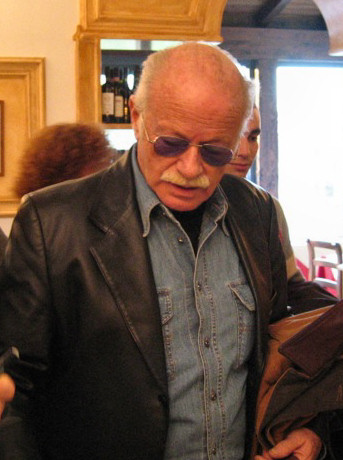
Paoli im Jahr 2004

In Sanremo ging er 1989 mit Questa volta no ein weiteres Mal ins Rennen. 1991 kehrte Paoli mit dem Lied Quattro amici erstmals in die Singlecharts zurück, nachdem es den Wettbewerb Festivalbar gewonnen hatte. Im Zuge dieses Erfolgs erreichte sein Album Matto come un gatto die Spitze der Albumcharts. Ein weiterer Erfolg gelang ihm 1993 mit dem Lied La bella e la bestia, einem Duett mit seiner Tochter Amanda, das er für den italienischen Soundtrack des Disney-Zeichentrickfilms Die Schöne und das Biest aufgenommen hatte. 2002 kehrte er zum Sanremo-Festival zurück und präsentierte Un altro amore, mit dem er Platz drei erreichte. Aus einer weiteren Zusammenarbeit mit Ornella Vanoni ging 2004 das Album Ti ricordi? No non mi ricordo hervor, gefolgt von einem weiteren gemeinsamen Livealbum. Im selben Jahr wurde der Cantautore beim Sanremo-Festival mit dem Preis für das Lebenswerk ausgezeichnet.
Zusammen mit den Jazzmusikern Enrico Rava, Danilo Rea, Flavio Boltro, Rosario Bonaccorso und Roberto Gatto veröffentlichte Paoli 2007 das Jazzalbum Milestones. Un incontro in jazz. Zwei Jahre später legte er das Album Storie vor, begleitete Malika Ayane bei einem ihrer Sanremo-Auftritte und feierte sein 50-jähriges Bühnenjubiläum mit der umfangreichen Kompilation Senza fine, wofür er Il cielo in una stanza zusammen mit Carla Bruni neu aufnahm. 2011 erschien ein weiteres Jazzalbum, mit Danilo Rea arbeitete er auch in den Folgejahren weiterhin zusammen (2012 für Due come noi che…, 2013 für Napoli con amore und 2017 für 3). 2013 wurde er Präsident der italienischen Verwertungsgesellschaft SIAE, bis zu seinem freiwilligen Rücktritt 2015. 2018 erhielt er den Premio Chiara in der Kategorie Le parole della musica.

### Politik
1987 trat Gino Paoli als Kandidat der Kommunistischen Partei Italiens für die Wahl in die Abgeordnetenkammer an und wurde dabei ins Parlament gewählt. Nachdem er in der folgenden Legislaturperiode die Wiederwahl nicht erreicht hatte, zog sich Paoli nach 1992 bald wieder aus der Politik zurück.

## Leben
Paoli ist verheiratet. Aus seiner ersten Ehe hat er einen Sohn sowie aus einer Beziehung mit der Schauspielerin Stefania Sandrelli eine Tochter, Amanda Sandrelli. Weitere zwei Söhne hat er aus seiner zweiten Ehe.

## Diskografie

### Studioalben
| Jahr | Titel Musiklabel                       | Höchstplatzierung, Gesamtwochen, AuszeichnungChartsChartplatzierungen (Jahr, Titel, Musiklabel, Platzierungen, Wochen, Auszeichnungen, Anmerkungen) | Anmerkungen                                             |
| Jahr | Titel Musiklabel                       | IT | Anmerkungen                                             |
| ---- | -------------------------------------- | --- | ------------------------------------------------------- |
| 1971 | Le due facce dell’amore Durium         | IT12 (9 Wo.)IT |                                                         |
| 1985 | La luna e il sig. Hyde Five            | IT13 (7 Wo.)IT |                                                         |
| 1989 | L’ufficio delle cose perdute Ricordi   | IT6 (22 Wo.)IT |                                                         |
| 1991 | Matto come un gatto Warner             | IT1 (29 Wo.)IT |                                                         |
| 1992 | Senza contorno solo… per un’ora Warner | IT14 (11 Wo.)IT |                                                         |
| 1994 | King Kong Paoli Warner                 | IT11 (13 Wo.)IT |                                                         |
| 1995 | Amori dispari Warner                   | IT24 (2 Wo.)IT |                                                         |
| 2002 | Se Sony                                | IT17 (8 Wo.)IT |                                                         |
| 2004 | Ti ricordi? No, non mi ricordo Sony    | IT3 (26 Wo.)IT | mit Ornella Vanoni                                      |
| 2009 | Storie Sony BMG                        | IT17 (5 Wo.)IT |                                                         |
| 2012 | Due come noi che… Egea                 | IT31 (6 Wo.)IT | Erstveröffentlichung: 29. September 2012 mit Danilo Rea |
| 2013 | Napoli con amore Evolution             | IT87 (2 Wo.)IT | Erstveröffentlichung: 21. Oktober 2013 mit Danilo Rea   |
| 2019 | Appunti di un lungo viaggio Warner     | IT14 (6 Wo.)IT | Erstveröffentlichung: 19. April 2019                    |

Weitere Studioalben
- 1961 – Gino Paoli (Dischi Ricordi, MRL 6006)
- 1962 – Le cose dell’amore (Dischi Ricordi, MRL 6025)
- 1964 – Basta chiudere gli occhi (RCA Italiana, PML 10375)
- 1966 – Le canzoni per Emmeti (CGD East West; mit Lea Massari)
- 1967 – Gino Paoli and The Casuals (CBS, 52437; mit The Casuals)
- 1971 – Rileggendo vecchie lettere d’amore (Durium, msAI 77291)
- 1971 – L’altra faccia di Gino Paoli (CGD, FG 5097)
- 1972 – Amare per vivere (Durium, msAI 77309)
- 1974 – I semafori rossi non sono Dio (Durium)
- 1975 – Ciao, salutime un po’ Zena (Durium)
- 1977 – Il mio mestiere (Durium, msAI 77384/77385)
- 1980 – Ha tutte le carte in regola (RCA Italiana)
- 1986 – Cosa farò da grande (Five Records)
- 1996 – Appropriazione indebita (Fonit Cetra)
- 1998 – Pomodori (Fonit Cetra)
- 2017 – 3 (Parco della Musica; mit Danilo Rea)
- 2021 – Groovin' with Paoli (Parco della Musica; mit dem Funkoff)

### Livealben
| Jahr | Titel Musiklabel                    | Höchstplatzierung, Gesamtwochen, AuszeichnungChartsChartplatzierungen (Jahr, Titel, Musiklabel, Platzierungen, Wochen, Auszeichnungen, Anmerkungen) | Anmerkungen                                                                      |
| Jahr | Titel Musiklabel                    | IT | Anmerkungen                                                                      |
| ---- | ----------------------------------- | --- | -------------------------------------------------------------------------------- |
| 1985 | Vanoni/Paoli… insieme CGD           | IT3 (17 Wo.)IT | mit Ornella Vanoni                                                               |
| 1990 | Gino Paoli ’89 dal vivo Fonit Cetra | IT11 (10 Wo.)IT |                                                                                  |
| 2005 | Vanoni & Paoli Live 2005            | IT15 (14 Wo.)IT | mit Ornella Vanoni                                                               |
| 2007 | Milestones. Un incontro in jazz     | IT6 (16 Wo.)IT | mit Enrico Rava, Danilo Rea, Flavio Boltro, Rosario Bonaccorso und Roberto Gatto |
| 2011 | Un incontro in jazz                 | IT26 (5 Wo.)IT | mit Danilo Rea, Flavio Boltro, Rosario Bonaccorso und Roberto Gatto              |

Weitere Livealben
- 1965 – Gino Paoli allo Studio A (RCA Italiana; mit Lucio Dalla und Anna Maria Izzo)
- 2001 – Gino Paoli Live @ RTSI [1980]
- 2012 – L’unica volta insieme [1978] (Halidon; mit Umberto Bindi, Sergio Endrigo und Bruno Lauzi)

### Kompilationen (Auswahl)
| Jahr | Titel Musiklabel             | Höchstplatzierung, Gesamtwochen, AuszeichnungChartsChartplatzierungen (Jahr, Titel, Musiklabel, Platzierungen, Wochen, Auszeichnungen, Anmerkungen) | Anmerkungen                            |
| Jahr | Titel Musiklabel             | IT | Anmerkungen                            |
| ---- | ---------------------------- | --- | -------------------------------------- |
| 1985 | Vanoni/Paoli… sempre Ariston | IT20 (5 Wo.)IT | mit Ornella Vanoni                     |
| 2000 | Per una storia Warner        | IT27 (17 Wo.)IT |                                        |
| 2006 | Canzoni da ricordare Epic    | IT22 (11 Wo.)IT | Erstveröffentlichung: 20. Oktober 2006 |
| 2009 | Senza fine Sony              | IT65 (2 Wo.)IT |                                        |

### Singles
| Jahr | Titel Album                                          | Höchstplatzierung, Gesamtwochen, AuszeichnungChartsChartplatzierungen (Jahr, Titel, Album, Platzierungen, Wochen, Auszeichnungen, Anmerkungen) | Anmerkungen                                                         |
| Jahr | Titel Album                                          | IT | Anmerkungen                                                         |
| ---- | ---------------------------------------------------- | --- | ------------------------------------------------------------------- |
| 1960 | La gatta Gino Paoli                                  | IT13 (6 Wo.)IT | Dischi Ricordi, SRL 10.114 B-Seite: Io vivo nella luna              |
| 1960 | Sassi Gino Paoli                                     | IT3 (10 Wo.)IT | Dischi Ricordi, SRL 10.161 B-Seite: Maschere                        |
| 1961 | Un uomo vivo Gino Paoli                              | IT4 (13 Wo.)IT | Dischi Ricordi, SRL 10.177 B-Seite: In un caffè                     |
| 1961 | Gli innamorati sono sempre soli Gino Paoli           | IT12 (6 Wo.)IT | Dischi Ricordi, SRL 10.197 B-Seite: Senza fine                      |
| 1961 | Senza fine Gino Paoli                                | IT3 (5 Wo.)IT | Dischi Ricordi, SRL 10.197 A-Seite: Gli innamorati sono sempre soli |
| 1961 | Un perfetto delitto d’amor                           | IT11 (2 Wo.)IT | Dischi Ricordi, SRL 10.208 B-Seite: Me in tutto il mondo            |
| 1963 | Sapore di sale Basta chiudere gli occhi              | IT1 Gold (2021) · (10 Wo.)IT | RCA Italiana, PM45-3204 B-Seite: La nostra casa Verkäufe: + 35.000  |
| 1991 | Quattro amici Matto come un gatto                    | IT10 (6 Wo.)IT |                                                                     |
| 1993 | La bella e la bestia Senza contorno solo… per un’ora | IT12 (6 Wo.)IT | mit Amanda Sandrelli                                                |

Weitere Singles
- 1959 – La tua mano / Chiudi (Dischi Ricordi, SRL 10.047)
- 1959 – Dormi / Non occupatemi il telefono (Dischi Ricordi, SRL 10.048)
- 1959 – La notte / Per te (Dischi Ricordi, SRL 10.074)
- 1959 – Dedicato a te / Senza parole (Dischi Ricordi, SRL 10.075)
- 1960 – Co-eds / Maschere (Dischi Ricordi, SRL 10.115)
- 1960 – Il cielo in una stanza / Però ti voglio bene (Dischi Ricordi, SRL 10.116, IT [2024]: Platin [100.000+])[9]
- 1960 – Grazie / Volevo averti per me (Dischi Ricordi, SRL 10.130)
- 1961 – Un vecchio bambino / Tu prima o poi (Dischi Ricordi, SRL 10.209)
- 1962 – Le cose dell’amore / Due poveri amanti (Dischi Ricordi, SRL 10.256)
- 1962 – Devi sapere / Non andare via (Dischi Ricordi, SRL 10.260)
- 1962 – Una di quelle / Anche se (Dischi Ricordi, SRL 10.291)
- 1963 – Basta chiudere gli occhi / Domani (RCA Italiana, PM45 3181)
- 1963 – Sapore di sale / La nostra casa (RCA Italiana, PM45-3204)
- 1963 – Che cosa c’è / Sarà così (RCA Italiana, PM45-3234)
- 1964 – Ieri ho incontrato mia madre / Ricordati (RCA Italiana, PM45-3244)
- 1964 – Vivere ancora / Ricordati (RCA Italiana, PM45-3274)
- 1964 – Lei sta con te / Vivere ancora (RCA Italiana, PM45-3284)
- 1965 – Sarà lo stesso / Prima di vederti (RCA Italiana, PM45-3304)
- 1965 – Rimpiangerai rimpiangerai / Il poeta (RCA Italiana, PM45-3310)
- 1966 – Un uomo che vale / Sempre (CGD, N 9603)
- 1966 – La carta vincente / La vita è un valzer (CGD, N 9607)
- 1966 – A che cosa serve amare / Due ombre lunghe (CGD, N 9611)
- 1967 – Il mondo in tasca / Io che sarei (CGD, N 9655)
- 1968 – Se Dio ti da / Dormi (Durium, CN A 9271)
- 1968 – I giorni senza te / La vita è come un ring (Durium, CN A 9286)
- 1969 – Come si fa / Monique (Durium, CN A 9305)
- 1969 – Albergo a ore / Il tuo viso di sole (Durium, CN A 9314)
- 1970 – Un po’ di pena / Accadde così (Durium, CN A 9324)
- 1971 – Con chi fai l’amore Mimì / Mamma mia (Durium, Ld A 7735)
- 1972 – Non si vive in silenzio / Amare per vivere (Durium, Ld A 7754)
- 1973 – Un amore di seconda mano / Amare inutilmente (Durium, Ld A 7808)
- 1975 – La ragazza senza nome / È facile amarti (Durium, Ld A 7882)
- 1977 – Parole d’amore / Madama malinconia (Durium, Ld A 7981)
- 1980 – Tu no / Livorno (RCA Italiana, PB 6533)
- 1984 – Una lunga storia d’amore / I cinque sensi (Five Record, FM 13065, IT [2024]: Gold [50.000+])[9]
- 1985 – Ti lascio una canzone / Coppi (Five Record, FM 13102)
- 1986 – Da lontano / Tema di Anna (Five Record, FM 13145)